# Лейк-Кайова (Техас)
Лейк-Кайова (англ. Lake Kiowa) — переписна місцевість (CDP) в США, в окрузі Кук штату Техас. Населення — 2254 особи (2020).

## Географія
Лейк-Кайова розташований за координатами 33°34′15″ пн. ш. 97°0′47″ зх. д. / 33.57083° пн. ш. 97.01306° зх. д. (33.570714, -97.013064).  За даними Бюро перепису населення США в 2010 році переписна місцевість мала площу 9,81 км², з яких 7,74 км² — суходіл та 2,07 км² — водойми.

## Демографія
Згідно з переписом 2010 року, у переписній місцевості мешкало 1906 осіб у 894 домогосподарствах у складі 666 родин. Густота населення становила 194 особи/км².  Було 1219 помешкань (124/км²).
Расовий склад населення:
| - 97,2 % — білих - 1,3 % — корінних американців - 0,4 % — азіатів - 0,3 % — чорних або афроамериканців - 0,1 % — вихідців з тихоокеанських островів |

До двох чи більше рас належало 0,4 %. Частка іспаномовних становила 2,4 % від усіх жителів.
За віковим діапазоном населення розподілялося таким чином: 10,9 % — особи молодші 18 років, 48,4 % — особи у віці 18—64 років, 40,7 % — особи у віці 65 років та старші. Медіана віку мешканця становила 61,8 року. На 100 осіб жіночої статі у переписній місцевості припадало 93,1 чоловіків;  на 100 жінок у віці від 18 років та старших — 91,4 чоловіків також старших 18 років.
Середній дохід на одне домашнє господарство  становив 107 122 долари США (медіана — 79 205), а середній дохід на одну сім'ю — 122 897 доларів (медіана — 105 040). За межею бідності перебувало 5,9 % осіб, у тому числі 0,0 % дітей у віці до 18 років та 1,9 % осіб у віці 65 років та старших.
Цивільне працевлаштоване населення становило 896 осіб. Основні галузі зайнятості: освіта, охорона здоров'я та соціальна допомога — 37,2 %, виробництво — 14,7 %, роздрібна торгівля — 10,7 %, транспорт — 8,8 %.